# Italienische Stunden

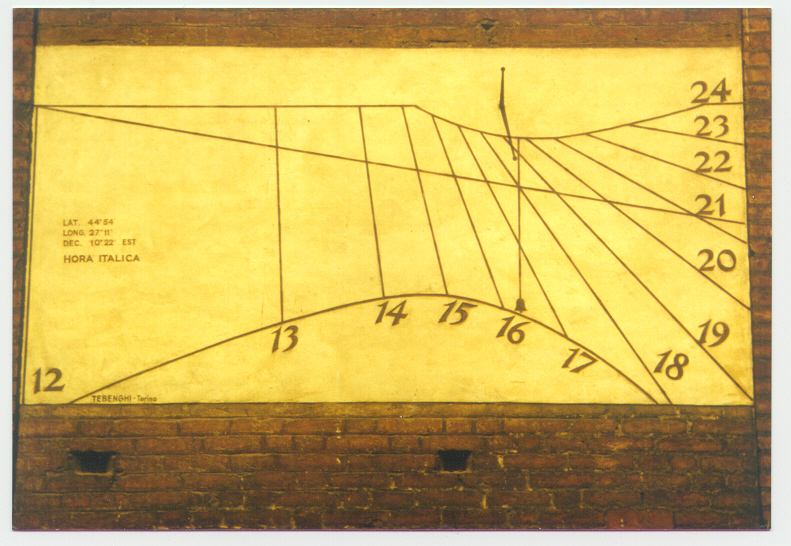
Sonnenuhr mit Italienischen Stunden in Asti

Italienische Stunden (auch italische oder böhmische Stunden) sind äquinoktiale Stunden, die ab Sonnenuntergang (mitunter auch eine halbe Stunde später) von 1 bis 24 gezählt wurden (Große Uhr). Die Große Uhr wird neben Ganze Uhr und Ganzer Zeiger auch Italienische Uhr genannt.
Im Gegensatz dazu zählen die Babylonischen Stunden ab Sonnenaufgang.

## Geschichte
Der Zählbeginn Sonnenuntergang ist im Islam und im Judentum üblich und hat vermutlich über venetianische Handelsleute Eingang in Europa gefunden. Wichtiger scheint die Übereinstimmung mit der jüdisch-christlichen Festtagsordnung zu sein.
Die Stunden wurden sowohl mit Sonnenuhren als auch mit der im 14. Jahrhundert erfundenen Schlaguhr gemessen. Die Nachtstunden (mindestens die ersten 8 Stunden) blieben auf den Zifferblättern der Sonnenuhren frei. Mechanische Uhren mussten täglich bei Sonnenuntergang neu gerichtet werden.
Bald war dieses System in Italien weit verbreitet und wurde noch bis ins 19. Jahrhunderts genutzt. Auch in Böhmen, Schlesien und Polen wurde diese Stundenzählung bis ins 17. Jahrhundert verwendet. Die Ablösung durch die praktischere, heute gebräuchlichen Einteilung in zweimal zwölf (äquinoktiale) Stunden (auch Kleine Uhr oder bürgerliche Stunden genannt) setzte bereits im 16. Jahrhundert ein.
Ein Vorteil des abendlichen Zählbeginns war, dass auf einer entsprechenden Uhr die Differenz zu 24 leicht zu erkennen war und man so wusste, wie viele Stunden noch bei Tageslicht gearbeitet werden konnte.